# Сейфферт, Курт
Армин Курт Сейфферт (англ. Armin Kurt Seiffert; род. 21 декабря 1935, Детройт, Мичиган) — американский гребной рулевой, выступавший за сборную США по академической гребле во второй половине 1950-х годов. Чемпион летних Олимпийских игр в Мельбурне, победитель и призёр регат национального значения.

## Биография
Курт Сейфферт родился 21 декабря 1935 года в Детройте, штат Мичиган.
Занимался академической греблей во время учёбы в Стэнфордском университете в период 1955—1957 годов, состоял в местной гребной команде «Стэнфорд Кардинал», в качестве рулевого неоднократно принимал участие в различных студенческих регатах. Позже проходил подготовку в лодочном клубе «Лейк-Вашингтон» в Сиэтле.
Наивысшего успеха в гребле на взрослом международном уровне добился в сезоне 1956 года, когда вошёл в основной состав американской национальной сборной и благодаря череде удачных выступлений удостоился права защищать честь страны на летних Олимпийских играх в Мельбурне. В составе экипажа-двойки вместе с Конном Финдли и Артуром Эро обошёл в финале всех своих соперников, в том числе главных фаворитов соревнований из Объединённой германской команды, и тем самым завоевал золотую олимпийскую медаль.
Находясь в числе лидеров гребной команды США, благополучно прошёл отбор на Олимпийские игры 1960 года в Риме, стартовал здесь в зачёте рулевых четвёрок, однако на сей раз попасть в число призёров не смог — остановился на стадии полуфиналов.
После римской Олимпиады Сейфферт продолжил обучение и в 1964 году получил степень доктора медицины в Мичиганском университете. Впоследствии работал по медицинской специальности, в 1968 году стал практикующим неврологом.